# Syphax Airlines
Voyagez smart
Syphax Airlines (code AITA : Y3, code OACI : SYA) est une compagnie aérienne privée tunisienne basée dans l'aéroport international de Sfax-Thyna.
Fondée en 2011 par l'homme d'affaires Mohamed Frikha, PDG de Telnet, elle effectue des vols à partir de son hub de l'aéroport Sfax-Thyna, mais aussi des aéroports de Tunis, Monastir et Djerba. Elle est déclarée en faillite en 2023.

## Histoire
En 2011, le président-directeur général du groupe Telnet, Mohamed Frikha, lance la compagnie aérienne Syphax Airlines avec un capital de dix millions de dinars et dote son entreprise, en 2012, de deux Airbus A319 commandés pour un montant global de 82,5 millions de dinars et aménagés en plusieurs classes, d'une capacité de 150 sièges chacun ; ils sont baptisés Karama et El Horria en référence à la révolution qui marque les Tunisiens pendant l'année 2011.
Pour Frikha, Syphax Airlines est le projet prend tout son sens en le situant dans son contexte de création : l'histoire de Syphax Airlines est celle de la région de Sfax et de la Tunisie, un vivier de compétences ambitieuses et déterminées, un potentiel et une infrastructure souvent mal exploitée et parfois marginalisée.
Basée à Sfax, Syphax Airlines dessert, à travers huit vols par jour, des destinations internationales, principalement en France, avec des vols quotidiens de Sfax vers Paris (cinq vols hebdomadaires de Tunis vers la capitale française), trois vols hebdomadaires vers Marseille, Lyon, Nice et Rome, deux vols par semaine vers Casablanca et Istanbul.
En mai 2013, Syphax Airlines déploie en service actif un Airbus A320-200 affrété de Bingo Airways. Le 23 octobre, la compagnie inaugure son premier vol pour Montréal avec son Airbus A330, devenant la première compagnie tunisienne à effectuer un vol long courrier direct opéré à partir de la Tunisie.
Le 24 avril 2014, Syphax Airlines inaugure son premier vol commercial direct vers Montréal, sur son Airbus A330. L'avion quitte Tunis vers 14 heures pour un vol de neuf heures ; le vol retour quitte Montréal le lendemain à 20 heures (heure locale).
Avec la nomination de Mohamed Frikha en tant que tête de liste du parti Ennahdha dans la deuxième circonscription de Sfax, le titre de Syphax Airlines perd la moitié de sa valeur par rapport à son introduction en bourse en avril 2013, à la suite des appels au boycott de la compagnie lancés par des citoyens tunisiens. Le 10 septembre 2014, Frikha, face aux pressions des actionnaires de la compagnie, démissionne de son poste de PDG et se voit remplacé par Christian Blanc, ancien PDG d'Air France, avant d'être contraint de céder la place le 25 novembre à Mohamed Ghelala.
Dans le même temps, le titre est suspendu en novembre à la Bourse de Tunis pour « anomalies comptables et organisationnelles » puis retiré de l'indice Tunindex. Ghelala est remplacé pour raisons de santé par Hatem Chabchoub le 17 avril 2015. Syphax Airlines suspend provisoirement tous ses vols vers et depuis la Tunisie à compter du 30 juillet 2015. En juillet 2017, la chambre civile du tribunal de première instance de Sfax 2 adopte un plan de sauvetage de la compagnie destiné à la reprise des activités en octobre et au règlement des dettes estimées à 128 millions de dinars.
Alors que l'activité de Syphax Airlines est censée reprendre progressivement en octobre 2017, le ministère tunisien du Transport annonce le 31 août dans un communiqué que la demande de renouvellement de l'autorisation d'exploitation de la compagnie est refusée. Le Conseil national de l'aviation civile demande à la direction de la compagnie de lui présenter les documents nécessaires conformément aux réglementations en vigueur afin de lui soumettre à nouveau le dossier. Le 1er octobre, Mohamed Hamdi remplace Chabchoub à la direction de la compagnie.
Le 3 janvier 2019, la compagnie obtient un nouveau certificat de transporteur aérien après l'approbation d'un plan de redressement prévoyant la restructuration de ses dettes et l'indemnisation de ses clients. Pour ce faire, elle doit louer deux Bombardier CRJ900 pris en leasing chez Air Nostrum en attendant d'obtenir des créneaux de vol. Cependant, elle est officiellement déclarée en faillite le 19 décembre 2023 à la suite du gel de ses comptes et de l'arrestation de son fondateur, qui conduit au retrait de son partenaire avec sa flotte.

## Réseau
- Lyon - Aéroport de Lyon-Saint-Exupéry
- Marseille - Aéroport Marseille-Provence
- Nice - Aéroport de Nice-Côte d'Azur
- Paris - Aéroport de Paris-Charles-de-Gaulle
- Tripoli - Aéroport international de Tripoli
- Sebha - Aéroport international de Sebha
- Djerba - Aéroport international de Djerba-Zarzis
- Monastir - Aéroport international de Monastir Habib-Bourguiba
- Sfax - Aéroport international de Sfax-Thyna
- Tunis - Aéroport international de Tunis-Carthage
- Istanbul - Aéroport international Sabiha-Gökçen
- Montréal - Aéroport international Pierre-Elliott-Trudeau de Montréal
- Djeddah - Aéroport international Roi-Abdelaziz

## Flotte
La flotte de Syphax Airlines se compose à l'origine des avions suivants :

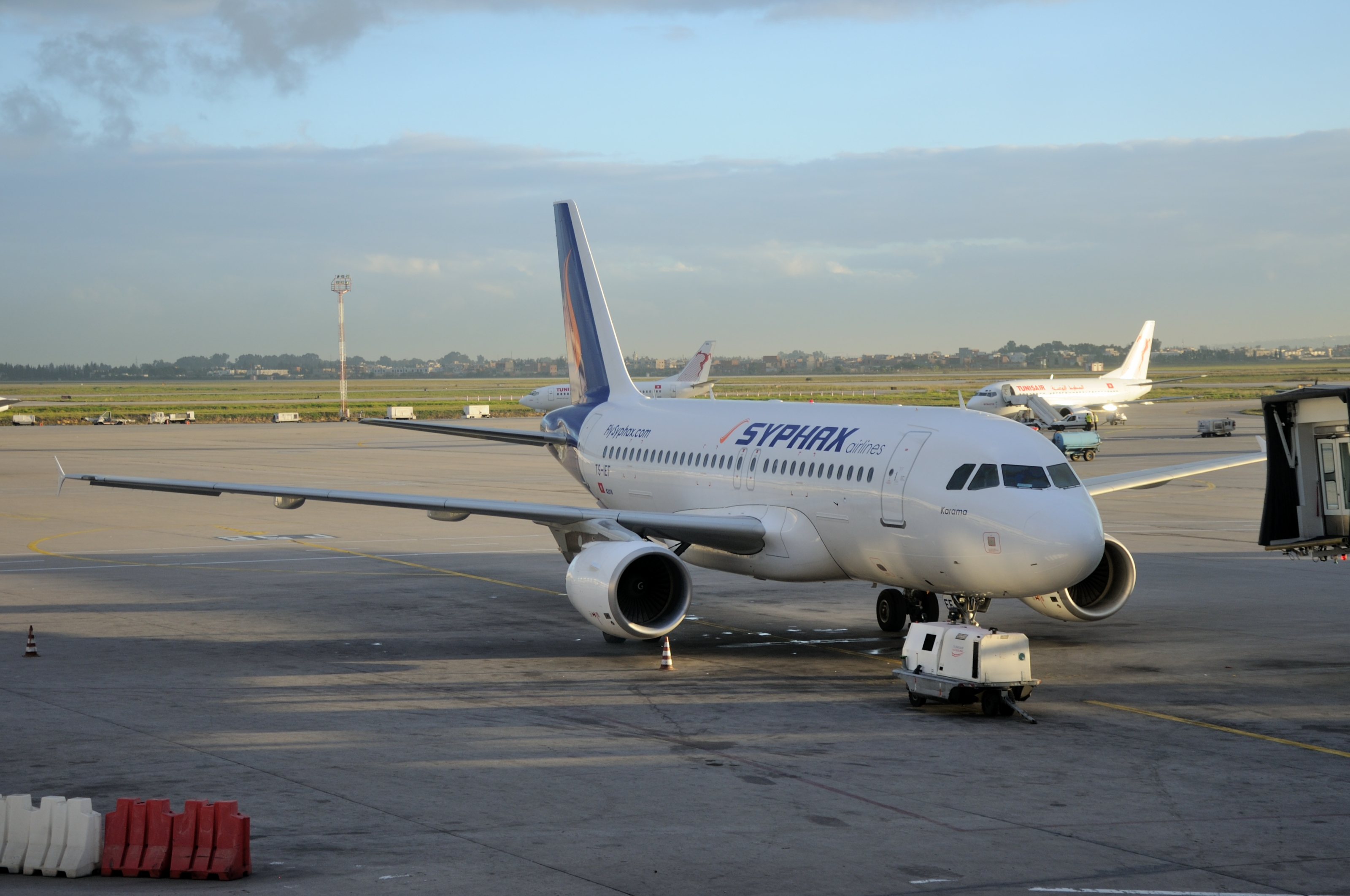
Airbus A319 de Syphax Airlines à l'aéroport de Tunis (2013).
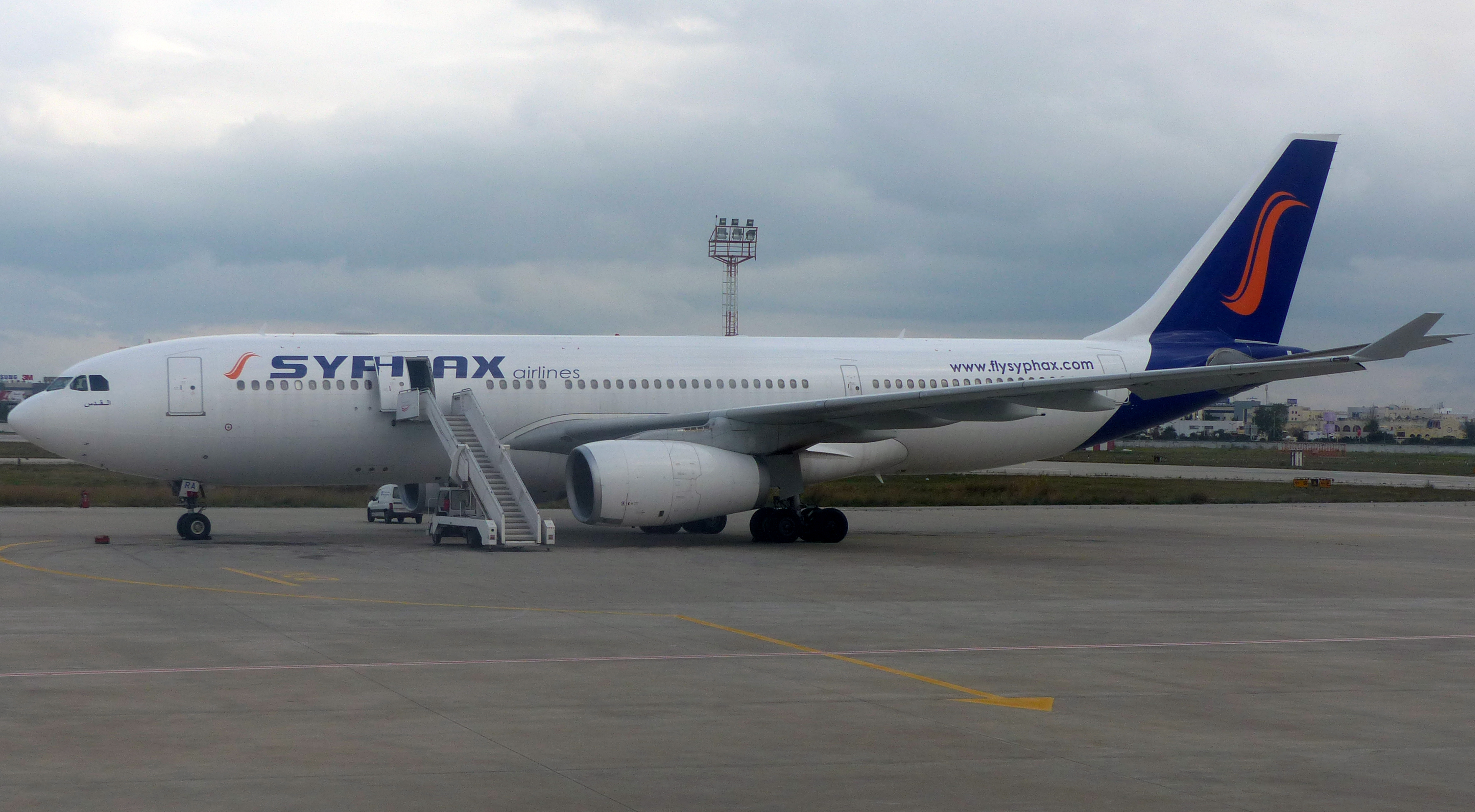
Airbus A330 de Syphax Airlines à l'aéroport de Tunis (2013).